# Lista de estados e territórios da Austrália por PIB
Esta é uma lista de estados e territórios australianos por Produto Interno Bruto (PIB) e PIB per capita. Também estão incluídas as tabelas do PIB, taxa de crescimento e participação na economia nacional. Todos os dados foram retirados do site de Australian Bureau of Statistics.

## Estados e territórios por PIB e participação nacional na economia

Mapa dos estados da Austrália por PIB.
> 500.000
500.000 - 300.000
200.000 - 100.000
< 100.000

| Posição | Estado ou território              | PIB (em milhões de A$, 2018–19) | Participação na economia nacional (%, 2018–19) | Taxa de crescimento anual (2018–19) |
| ------- | --------------------------------- | ------------------------------- | ---------------------------------------------- | ----------------------------------- |
| 1       | Nova Gales do Sul                 | 614 409                         | 32,60%                                         | 2,73%                               |
| 2       | Vitória                           | 446 079                         | 23,67%                                         | 2,96%                               |
| 3       | Queensland                        | 357 044                         | 18,94%                                         | 2,59%                               |
| 4       | Austrália Ocidental               | 260 640                         | 13,83%                                         | 4,17%                               |
| 5       | Austrália Meridional              | 107 990                         | 5,73%                                          | 1,34%                               |
| 6       | Território da Capital Australiana | 40 879                          | 2,17%                                          | 3,37%                               |
| 7       | Tasmânia                          | 31 819                          | 1,69%                                          | 1,62%                               |
| 8       | Território do Norte               | 26 109                          | 1,39%                                          | 2,78%                               |
| –       | Austrália                         | 1 884 969                       | 100,00%                                        | 2,89%                               |

## Estados e territórios por PIB per capita

Mapa dos estados australianos por nível do PIB per capita.
> 100.000
100.000 - 80.000
80.000 - 70.000
70.000 - 60.000
< 60.000

| Posição | Estado ou território              | PIB per capita (A$, 2018–19) | Taxa de crescimento do PIB per capita (2018–19) | PIB per capita em relação ao nacional (%, 2018–19) |
| ------- | --------------------------------- | ---------------------------- | ----------------------------------------------- | -------------------------------------------------- |
| 1       | Território do Norte               | 106 196                      | 1,08%                                           | 1,418                                              |
| 2       | Austrália Ocidental               | 100 003                      | 0,05%                                           | 1,336                                              |
| 3       | Território da Capital Australiana | 96 456                       | 1,17%                                           | 1,288                                              |
| 4       | Nova Gales do Sul                 | 76 361                       | 0,30%                                           | 1,020                                              |
| 5       | Queensland                        | 70 662                       | 0,44%                                           | 0,944                                              |
| 6       | Vitória                           | 68 350                       | 0,82%                                           | 0,913                                              |
| 7       | Austrália Meridional              | 61 965                       | 0,57%                                           | 0,828                                              |
| 8       | Tasmânia                          | 59 863                       | 2,34%                                           | 0,800                                              |
| –       | Austrália                         | 74 873                       | 0,26%                                           | 1,000                                              |

## Produto interno bruto histórico (desde 1989–90)

PIB histórico (em milhões de A$) desde 1989–90
Nova Gales do Sul
Vitória
Queensland
Austrália Ocidental
Austrália Meridional
Território da Capital Australiana
Tasmânia
Território do Norte
Austrália (PIB)